# Garett Grist
Garett Grist, né le 9 avril 1995 à Grimsby au Canada, est un pilote automobile canadien. Il participe aux Championnats European Le Mans Series et Asian Le Mans Series pour l'écurie américaine United Autosports.

## Carrière
Garett Grist a fait ses débuts professionnels dans le Championnat US F2000 National Championshipen 2013 avec l'écurie Andretti Autosport. En 2014, toujours avec la même écurie, il passa à l'échelon supérieur du Road to Indy en pilotant dans le championnat Pro Mazda Championship. Il continua dans ce championnat en 2015 mais changea d'écurie pour conduire pour le Juncos Racing. Il a terminé troisième du championnat avec trois victoires à la clef. En 2015, il commença le championnat Pro Mazda Championship avec le Juncos Racing mais décida de passer à l'Indy Lights avec l'écurie Pelfrey après avoir grimpé trois fois sur le podium lors des sept premières courses. Malheureseument, la mains mise de Patricio O'Ward sur le championnat Indy Lights a mis le championnat hors de portée. Garett Grist a fait ses débuts à Indy Lights à Road America.

À partir de 2017, Garett Grist s'orienta vers les courses d'endurance dans les championnats WeatherTech United SportsCar Championship, European Le Mans Series et Asian Le Mans Series.

## Palmarès

### Pro Mazda Championship
| Année | Écurie             | 1      | 2      | 3      | 4     | 5     | 6     | 7     | 8     | 9     | 10    | 11    | 12     | 13     | 14    | 15    | 16    | 17    | Position | Points |
| ----- | ------------------ | ------ | ------ | ------ | ----- | ----- | ----- | ----- | ----- | ----- | ----- | ----- | ------ | ------ | ----- | ----- | ----- | ----- | -------- | ------ |
| 2014  | Andretti Autosport | STP 17 | STP 17 | BAR 8  | BAR 7 | IMS 6 | IMS 4 | LOR 1 | HOU 6 | HOU 9 | MOH 9 | MOH 1 | MIL 12 | SON 15 | SON 9 |       |       |       | 8e       | 199    |
| 2015  | Juncos Racing      | STP 11 | STP 6  | LOU 11 | LOU C | BAR 7 | BAR 3 | IMS 5 | IMS 6 | IMS 8 | LOR 4 | TOR 5 | TOR 1  | IOW 11 | MOH 4 | MOH 9 | LAG 1 | LAG 1 | 3e       | 294    |
| 2016  | Juncos Racing      | STP 6  | STP 8  | ALA 3  | ALA 3 | IMS 4 | IMS 5 | LOR 2 | ROA   | ROA   | TOR   | TOR   | MOH    | MOH    | LAG   | LAG   | LAG   |       | 8e       | 133    |

### Indy Lights
| Année | Écurie              | 1   | 2   | 3   | 4   | 5   | 6   | 7   | 8    | 9     | 10     | 11  | 12    | 13    | 14     | 15     | 16    | 17     | 18     | Position | Points |
| ----- | ------------------- | --- | --- | --- | --- | --- | --- | --- | ---- | ----- | ------ | --- | ----- | ----- | ------ | ------ | ----- | ------ | ------ | -------- | ------ |
| 2016  | Écurie Pelfrey (en) | STP | STP | PHX | ALA | ALA | IMS | IMS | INDY | ROA 7 | ROA 10 | IOW | TOR 7 | TOR 7 | MDO 10 | MDO 12 | WGL 8 | LAG 11 | LAG 15 | 15e      | 102    |

### WeatherTech United SportsCar Championship
| Année | Écurie               | Châssis     | Moteur                      | Classe | 1   | 2               | 3   | 4   | 5   | 6                | 7   | 8                | Position | Points |
| ----- | -------------------- | ----------- | --------------------------- | ------ | --- | --------------- | --- | --- | --- | ---------------- | --- | ---------------- | -------- | ------ |
| 2017  | Starworks Motorsport | Oreca FLM09 | Chevrolet LS3 6.2 L V8 Atmo | PC     | DAY | SEB gén:6 cls:2 | COA | DET | WGL |                  |     |                  | 6e       | 97     |
| 2017  | BAR1 Motorsports     | Oreca FLM09 | Chevrolet LS3 6.2 L V8 Atmo | PC     |     |                 |     |     |     | MOS gén:28 cls:3 | ELK | PET gén:15 cls:1 | 6e       | 97     |

### European Le Mans Series
| Année | Écurie            | Châssis      | Moteur                      | Classe | 1                | 2                | 3                 | 4                | 5                | 6                | Position | Points |
| ----- | ----------------- | ------------ | --------------------------- | ------ | ---------------- | ---------------- | ----------------- | ---------------- | ---------------- | ---------------- | -------- | ------ |
| 2018  | United Autosports | Ligier JS P3 | Nissan VK50VE 5,0 L V8 Atmo | LMP3   | LEC gén:22 cls:7 | MON gén:16 cls:3 | RBR gén:33 cls:12 | SIL gén:13 cls:1 | SPA gén:16 cls:4 | ALG gén:17 cls:7 | 3e       | 58.5   |
| 2019  | United Autosports | Ligier JS P3 | Nissan VK50VE 5.0 L V8 Atmo | LMP3   | LEC gén: cls:    | MON gén: cls:    | BAR gén: cls:     | SIL gén: cls:    | SPA gén: cls:    | ALG gén: cls:    |          |        |

### Asian Le Mans Series
| Année     | Ecurie            | Châssis      | Moteur                      | Classe | 1               | 2                | 3               | 4               | Position | Points |
| --------- | ----------------- | ------------ | --------------------------- | ------ | --------------- | ---------------- | --------------- | --------------- | -------- | ------ |
| 2018-2019 | United Autosports | Ligier JS P3 | Nissan VK50VE 5.0 L V8 Atmo | LMP3   | SHA gén:8 cls:2 | FUJ gén:13 cls:5 | THA gén:7 cls:1 | SEP gén:7 cls:3 | 2e       | 70     |